# Yarowilca (província)
Yarowilcaw é uma província do Peru localizada na região de Huánuco. Sua capital é a cidade de Chavinillo. É a menor das onze províncias da região. 

## Limites
- Norte: Província Dos de Mayo
- Leste: Província Huánuco
- Sul: Província Lauricocha
- Oeste: Província Dos de Mayo

## Geografia
Um dos picos mais altos do distrito é Qullqa Punta, com 4.542 m (14.902 pés). Outras montanhas estão listadas abaixo:
- Atuq Wachanan
- Awkin Qaqa
- Hatun Uqhu Punta
- Huch'uy Yaku
- Ichik Yanama
- Inka Wayin
- Isu Pampa
- Kachi Pampa Punta
- Kimsa Ukru Punta
- Kunkush Punta
- Kuntur Mach'ay
- Laksha Warina
- Mata Punta
- Mata Qaqa Punta
- Mina Punta
- Para Qucha Punta
- Puka Qucha
- Puka Rumi Punta
- Puma Wayin
- P'itiq Punta
- Rumi Sunqu
- Ruphay Punta
- Siklla Raqra Punta
- Silla Kancha
- Tuqtuqucha Punta
- T'akaq
- Uqsha P'itiq
- Wank'ayuq
- Wari Punta
- Warmi Rumi
- Waylla Punta
- Wichhu Qullpa
- Wiñaq Punta
- Wiru Wiru
- Yana Qucha
- Yana Tutu
- Yanashallash

## Distritos da província
A província está dividida em oito distritos, que são:
- Aparicio Pomares (Chupan)
- Cahuac
- Chacabamba
- Chavinillo
- Choras
- Jacas Chico (San Cristóbal de Jacas Chico)
- Obas
- Pampamarca

## Grupos étnicos
A população da província é formada principalmente por cidadãos indígenas de ascendência quéchua. Quechua é a língua que a maioria da população (60,97%) aprendeu a falar na infância, 38,74% dos residentes começaram a falar usando a língua espanhola (Censo Peru 2007).

## Arqueologia
Alguns dos sítios arqueológicos mais importantes da província são Awkillu Waqra, T'akaq, Wallpayunka, Warahirka, Waruq e Wich'un.